# The Broken Melody (film fra 1919)
The Broken Melody er en amerikansk stumfilm fra 1919 af William P.S. Earle.

## Medvirkende
- Eugene O'Brien - Stewart Grant
- Lucy Cotton - Hedda Dana
- Corinne Barker - Drexel Trask
- Donald Hall - Howard Thornby
- Ivo Dawson - Leroy Clemons
- Gus Weinberg - Ivan